# Helmut Schmitzberger
Helmut Schmitzberger (Wenen, 29 juli 1950) is een Oostenrijks componist, dirigent, trompettist, hoornist, flügelhoornist en accordeonist.

## Levensloop
Schmitzberger kreeg op 8-jarige leeftijd van een kapelmeester Franz Havlicek accordeonlessen. Later leerde hij ook het flügelhoorn, trompet en hoorn te bespelen. Hij speelde in verschillende harmonieorkesten in Wenen mee. Schmitzberger richtte in 1967 de blaaskapel Bohemia op. Met deze kapel verzorgde hij talrijke tv optredens, onder andere ZDF Musik ist Trumpf met Peter Frankenfeld, Musikanten Stadl met Karl Moik, Ein Abend in Wien met Peter Alexander. Voor het ORF en de Bayerischer Rundfunk maakten zij talrijke opnames voor de omroep. Schmitzberger was sinds 1970 militaire muzikant (flügelhoorn, trompet en hoorn) bij de Gardemusik Wien. Naast zijn militaire dienst studeerde hij aan de Universität für Musik und darstellende Kunst Wien te Wenen onder andere bij Josef Maria Müller ensemble-leiding. Na zijn militaire dienst werd hij lid van de Postmusik Wien.
In 1981 richtte hij de kapel Onkel Jaromir und seine Böhmischen Musikanten op en ging ook met dit ensemble in tv-uitzendigen. In 1984 richtte hij samen met Herman Mazurkiewicz het "Wienerlied-Duo Schmitzberger" op. 
Als componist schreef hij rond 50 werken voor harmonieorkest en meer dan 100 Weense liederen.